# Gian Vincenzo Moreni
Gian Vincenzo Moreni (ur. 29 stycznia 1932 w Montichiari; zm. 3 marca 1999) – włoski duchowny katolicki, arcybiskup, nuncjusz apostolski.

## Życiorys
4 kwietnia 1959 otrzymał święcenia kapłańskie i został inkardynowany do diecezji Brescii. W 1961 rozpoczął przygotowanie do służby dyplomatycznej na Papieskiej Akademii Kościelnej.
29 kwietnia 1982 został mianowany przez Jana Pawła II nuncjuszem apostolskim w Tanzanii oraz arcybiskupem tytularnym Turris in Mauretania. Sakry biskupiej udzielił mu 5 czerwca 1982 ówczesny Sekretarz Stanu – kardynał Agostino Casaroli.
8 września 1990 został nuncjuszem apostolskim na Filipinach.
Zmarł 3 marca 1999.